# Заратуштра
Зарату́штра (также распространено Заратустра от авест. 𐬰𐬀𐬭𐬀𐬚𐬎𐬱𐬙𐬭𐬀 / Zaraθuštra; азерб. Zərdüşd ; перс. زرتشت‎, Zartošt; тадж. Зардушт; тал. Zardušt/Зардушт; курд. Zerdeşt ), Зороа́стр (от греч. Ζωροάστρης, лат. Zoroaster) — основатель зороастризма (маздеизма), жрец, которому приписывается авторство Авесты —  писания зороастризма.

## Биография
Заратустра говорил на старо-авестийском языке и жил в восточной части Иранского плато, однако точное место его рождения неизвестно. Научный консенсус по вопросу времени жизни также отсутствует. По некоторым данным, он жил за 258 лет до Александра Македонского, ориентировочно между VII и первой половиной VI века до н. э. (возможно, в 628—551 годах до н. э.). С другой стороны, лингвистический анализ «Гат» — самой священной части «Авесты» позволяет отнести эпоху деятельности Зороастра к XII—X вв. до н. э.. Античные авторы временем жизни Зороастра называют период царствования Гистаспа (отец Дария I), эпоху Моисея или Камбиса I; а самого его называют персом, индийцем, персомидийцем, эллином, бактрийцем, жителем континента, «расположенного над Великим Морем», ассирийцем, халдеем, пэмфилийцем, жителем Атропатены, а также евреем из рода жрецов, жившем в Самарии.
Некоторые средневековые мусульманские историки (Аль-Бируни, Аль-Балазури, Аль-Казвини, Аль-Хамави и др.), цитируя поздние зороастрийские источники, указывали, что Зороастр родился в Атропатене, на территории нынешнего Азербайджана. Другие, как Мэри Бойс или Бал Гангадхар Тилак, утверждают, что Заратустра родился на территории нынешней России (в качестве примера Бойс упоминает городище Синташта на территории Челябинской области). В Гатах же сказано, что Заратустра родился на территории туранских племён, откуда бежал, не будучи принятым соотечественниками, на территорию нынешнего Ирана к вождю (кави) Виштаспе, который стал его верным последователем.

### Семья
Заратуштра родился в семье Спитама — это имя древнего священнического рода часто появляется в Гатах. Имя отца Заратуштры — Порушаспа, имя его матери — Дугдова. Согласно зороастрийской традиции он является сыном Оромазда, верховного бога зороастрийцев. Имена братьев его: старших — Ратуштар и Рангуштар, младших — Нотарига и Ниветиш.
Имя жены Заратуштры — Хвови. Он был женат трижды. Один раз на вдове, два других раза на девственницах. Вдова родила Заратуштре двух сыновей. Их звали Урватат-нара и Хвара-читра. Возмужав, они избрали для себя разные занятия: первый стал скотоводом и земледельцем, второй — воином. От других жён у Заратуштры было четверо детей: сын Исад-вастра, который стал впоследствии верховным жрецом зороастрийской религии и три дочери: Френи, Трити и самая младшая, Поручиста.

### Проповедник
Гаты («Песнопения», часть Авесты) рисуют нам Заратустру как историческую личность, наделённую всеми человеческими страстями. В этих проповедях-песнях он громогласно бичует своих противников, сторонников старой арийской религии, обожествлявшей силы природы, называя их поимённо, и оргиастического культа хаомы. В своей проповеди Заратустра отделил добро и зло как две изначально существующие в мире природы, не имеющие между собой ничего общего. Призвал следовать добру и отвергать зло.

### Реформатор
Реформаторская деятельность Заратустры отразилась в придании иранской религии того абстрактного характера, который поражал ещё классических писателей. Главные божества зороастрийского пантеона представляют собой олицетворение абстрактных идей, лишённых плоти: Ахура-Мазда (мудрый господин), Хшатра Вария (лучшее царство), Хоурватат (целость), Амертат (бессмертие), Воху Мана (добрая мысль), Аша Вахишта (лучшая праведность), Спэнта Армати (святое смирение), Сраоша (послушание). Некоторые представители старого арийского пантеона, с которыми боролся Заратустра, поблёкли и отнесены к демонам, к миру зла и мрака, с которыми дуалистическая зороастрийская религия предписывает упорную борьбу.

## В культуре
В опере Моцарта «Волшебная флейта» (1791) образ Зарастро, символизирующий собой свет и мудрость, является отсылкой к почитанию Заратустры масонами.
Зороастру посвящена одноимённая опера Жана-Филиппа Рамо (Zoroastre, 1749), ставшая первым воплощением зороастрийской легенды на оперной сцене.
В повести Гофмана «Крошка Цахес, по прозванию Циннобер» (1819), маг Проспер Альпанус упоминает как в своё время «слушал лекции профессора Зороастра, старого ворчуна, который, однако, чертовски много знал».
У немецкого писателя-философа Фридриха Ницше есть произведение «Так говорил Заратустра».
В 1896 году, под впечатлением от книги Фридриха Ницше «Так говорил Заратустра», немецкий композитор Рихард Штраус написал симфоническую поэму «Так говорил Заратустра». Произведение программное, состоит из девяти фрагментов, исполняемых без пауз. Названия фрагментов повторяют названия некоторых глав литературного первоисточника. Средняя продолжительность исполнения — около тридцати минут. Симфоническая поэма написана для четверного оркестра. В партитуре используются также орган и колокол.
Герой поэмы В. В. Маяковского «Облако в штанах» (1915) называет себя проповедующим «сегодняшнего дня крикогубым Заратустрой».
В романе «12 Стульев» Остап Бендер бросает фразу: «Набил бы я тебе рыло, — мечтательно сообщил Остап, — только Заратустра не позволяет».

## Галерея
- Сделанная из глины и алебастра голова зороастрийского священника, носящего отличительный головной убор бактрийского стиля, Тахти-Сангин, Таджикистан, III-II вв. до н. э.
- Китайская глиняная фигурка VIII века (династия Тан), атрибутируется как «персидский всадник». Предположительно, может изображать согдийского зороастрийского священника, занимающегося ритуалом в храме огня; схожие лицевые завесы использовались, чтобы избежать заражения священного огня дыханием или слюной; Музей восточного искусства (Турин), Италия[13]
- Зороастрийское религиозное искусство, изображающее основателя религии с белой одеждой и длинной бородой
- Изображение Зороастра в Клавис Артис, рукопись алхимии, опубликованная в Германии в конце XVII или начале XVIII века и псевдоэпиграфически приписываемая Зороастру
- Индийско-зороастрийское восприятие Зороастра XIX века произошло от фигуры, которая появляется в скульптуре IV века в Так-е Бостан на юго-западе Ирана. Оригинал теперь считается либо представлением Митры, либо Хваре-хшаета.[14]
- Кольца фраваши
- Ученики Зороастра собрались в Ниневии
- Фрагмент Афинской школы Рафаэля, 1509, показывающий Зороастра (слева, со звёздным глобусом)
- Афинская школа: собрание художников эпохи Возрождения в облике философов из античности, в идеализированном классическом интерьере, где изображена сцена с Зороастром, держащим планету или космос